# Zabrega (Malo Crniće)
Pour les articles homonymes, voir Zabrega.
Zabrega (en serbe cyrillique : Забрега) est un village de Serbie situé dans la municipalité de Malo Crniće, district de Braničevo. Au recensement de 2011, il comptait 172 habitants.

## Démographie

### Évolution historique de la population
| 1948 | 1953 | 1961 | 1971 | 1981 | 1991 | 2002 | 2011 |
| ---- | ---- | ---- | ---- | ---- | ---- | ---- | ---- |
| 404  | 399  | 426  | 417  | 417  | 387  | 247  | 172  |

|  |